# Macropsis kaahemica
Macropsis kaahemica är en insektsart som beskrevs av Vilbaste 1980. Macropsis kaahemica ingår i släktet Macropsis och familjen dvärgstritar. Inga underarter finns listade i Catalogue of Life.